# Rosoideae
La subfamilia de la rosa Rosoideae incluye muchos arbustos, hierbas perennes y plantas frutales como fresas y zarzas. Solamente unos pocos son hierbas anuales.
En 2003, se publicaron estudios genéticos (e.g. Eriksson et al., 2003) que resultaron en varios cambios en Rosoideae a nivel de género con la salida de la subfamilia de los géneros Cercocarpus, Cowania, Dryas y Purshia.
+ n carpelos libres (policarpo apocárpico): Flores periginas, con gineceo apocárpico y ovario súpero a semiínfero. Fruto, frecuentemente múltiple: poliaquenio, polidrupa, eterio (drupas múltiples sobre receptáculo hinchado), cinorrodón (aquenios encerrados en una urna) o frutos complejos secos, indehiscente, semejantes a un aquenio. numerosos carpelos uniovulados que producen drupelas o aquenios. Estípulas bien desarrolladas y persistentes.

## Tribus y Géneros
Tribus
- Colurieae, Potentilleae, Roseae, Rubeae, Sanguisorbeae y Ulmarieae

Géneros en Rosoideae (alfabético)
Acaena, Agrimonia, Alchemilla, Aphanes, Aremonia, Bencomia, Chamaerhodos, Cliffortia, Comarum, Dasiphora, Dendriopoterium, Drymocallis, Fallugia, Filipendula, Fragaria, Geum, Hagenia, Horkelia, Ivesia, Leucosidea, Marcetella, Margyricarpus, Polylepis, Potaninia, Potentilla, Rosa, Rubus, Sanguisorba, Sarcopoterium, Sibbaldia, Sibbaldianthe, Spenceria.

### Géneros en Rosoideae (clados)
Rubus posición no definida
Clado Colurieae: Waldsteinia, Geum, Fallugia
Clado Roperculinae
- Rosa,
- Clado Sanpotina:
  - Clado Sanguisorbeae: 
    - Clado Agrimoniinae: Agrimonia, Aremonia, Leucosidea;
    - Clado Sanguisorbinae: Sanguisorba, Acaena, Tetraglochin, Polylepis'

  - Clado Potentilleae
    - Clado Fragariinae:
    - Potentilla